# Rockingham
Rockingham és una població dels Estats Units a l'estat de Vermont. Segons el cens del 2000 tenia 5.309 habitants.

## Demografia
Segons el cens del 2000, Rockingham tenia 5.309 habitants, 2.202 habitatges, i 1.387 famílies. La densitat de població era de 48,9 habitants per km².
Per edats la població es repartia de la següent manera: un 25,1% tenia menys de 18 anys, un 6,8% entre 18 i 24, un 27,1% entre 25 i 44, un 25,5% de 45 a 60 i un 15,4% 65 anys o més.
L'edat mediana era de 39 anys. Per cada 100 dones de 18 o més anys hi havia 88,6 homes.
La renda mediana per habitatge era de 33.423 $ i la renda mediana per família de 45.503 $. Els homes tenien una renda mediana de 29.200 $ mentre que les dones 22.944 $. La renda per capita de la població era de 19.051 $. Entorn del 4,8% de les famílies i el 10% de la població estaven per davall del llindar de pobresa.